# 방초초등학교
방초초등학교는 대한민국 경기도 안성시에 있었던 공립 초등학교이다.

## 학교 연혁
- 1962.04.07. 죽화초등학교 방초분교장 설립인가
- 1963.12.12. 방초초등학교로 승격 인가
- 1964.03.02. 방초초등학교 개교(6학급)
- 2023.03.01. 폐교[2]

## 참고 자료
- 방초초등학교 - 한국교육학술정보원 학교알리미